# Jelena Nowikowa
Jelena Dmitrijewna Nowikowa, po mężu Biełowa (ros. Елена Дмитриевна Новикова-Белова, ur. 28 lipca 1947 w Sowieckiej Gawani) – radziecka szermierka, florecistka pochodzenia białoruskiego. Czterokrotna mistrzyni olimpijska (1968, 1972, 1976) i wicemistrzyni olimpijska (1980), wielokrotna mistrzyni świata i Związku Radzieckiego.

## Życiorys

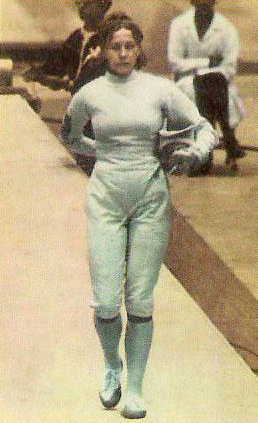
Nowikowa-Biełowa (1968)

W młodości Nowikowa początkowo trenowała koszykówkę, ale w wieku 13 lat zainteresowała się szermierką. Jej pierwszą trenerką była Łarisa Pietrowna, która wcześniej prowadziła mistrzynię olimpijską Tatjanę Pietrienko. Współpraca Nowikowej z Pietrowną układała się bardzo dobrze, a trenerka, widząc talent podopiecznej, wspierała ją również poza sportem, zachęcając ją do rozwijania zainteresowań. Nowikowa ukończyła studia w Instytucie Pedagogicznym. Jej pierwsza praca miała charakter polemiczny i była poświęcona historii szermierki. W 1976 roku, po igrzyskach w Montrealu, obroniła pracę doktorską pod tytułem: „Historiografia sportu”.
Nowikowa rozpoczęła karierę sportową od sukcesu na igrzyskach olimpijskich w Meksyku w 1968 roku. Na kilka dni przed planowanym debiutem olimpijskim poślubiła przyszłego mistrza świata w pięcioboju nowoczesnym Wiaczesława Biełowa (1939–2010), ale występowała pod panieńskim nazwiskiem. Już na igrzyskach, podczas treningu, doznała kontuzji nogi, ale nie wycofała się z rywalizacji i zdobyła dwa złote medale olimpijskie. Przez cały czas otrzymywała zastrzyki z blokadą z nowokainy. Indywidualny tytuł zdobyła po wygranej walce ze Szwedką Kerstin Palm, podczas której było tak głośno, że nie słychać było sędziów. Rok później była faworytką do tytułu mistrzyni na mistrzostwach świata w Hawanie, ale doznała kontuzji mięśni pleców i po raz kolejny rywalizowała dzięki zastrzykom z nowokainy, znowu kończąc zawody ze złotem. 
Następnie zdobyła srebro indywidualnie i złoto drużynowo podczas mistrzostw świata w Ankarze w 1970 roku. Na rozgrywanych rok później mistrzostwach świata w Wiedniu reprezentacja ZSRR obroniła tytuł drużynowych mistrzyń świata. Na igrzyskach olimpijskich w Monachium w 1972 roku była piąta indywidualnie, ale razem z Galiną Gorochową, Aleksandrą Zabieliną, Swietłaną Czirkową i Tatjaną Samusienko zdobyła drużynowo kolejny złoty medal. W kolejnych trzech latach zdobyła trzy drużynowe medale z rzędu: srebrny na mistrzostwach świata w Göteborgu (1973) oraz złote na mistrzostwach świata w Grenoble (1974) i mistrzostwach świata w Budapeszcie (1975).
W 1976 roku została pierwszą szermierką, która czterokrotnie zdobyła mistrzostwo olimpijskie – po zdobyciu złotego medalu w drużynie wraz z Nikonową, Sidorową, Kniaziewą i Gilazową. Na tych samych igrzyskach zdobyła brązowy medal w konkurencji indywidualnej, ale była blisko piątego złota. Nowikowa-Biełowa przegrała jednak ostatni pojedynek z florecistką sklasyfikowaną na ostatnim miejscu i straciła szansę na walkę o złoto.
Kolejne dwa medale wywalczyła podczas mistrzostw świata w Buenos Aires w 1977 roku. W turnieju indywidualnym była druga, plasując się za Walentiną Sidorową. W zawodach drużynowych wspólnie z Olgą Kniaziewą, Walentiną Sidorową i Nailą Gilazową zdobyła złoto. Drużynowo triumfowała ponadto na mistrzostwach świata w Hamburgu (1978) i mistrzostwach świata w Melbourne (1979). Wzięła także udział w igrzyskach olimpijskich w Moskwie w 1980 roku, gdzie razem z koleżankami z reprezentacji zdobyła drużynowo srebrny medal. W rywalizacji indywidualnej była tym razem dziewiąta.
11-krotnie zdobyła Puchar Europy. Została Honorowym Mistrzem Sportu ZSSR w 1968 roku i Honorowym Trenerem Białorusi w 1994 roku.
Po zakończeniu kariery sportowej po raz drugi wyszła za mąż i w wieku czterdziestu lat urodziła dziecko. Jej drugi mąż, Walerij Iwanow, kompozytor, napisał na jej cześć „Romantyczny walc”. Po zakończeniu kariery sportowej kontynuuje pracę naukową – otrzymała tytuł profesora; kierowała Wydziałem Psychologii i Pedagogiki Białoruskiego Państwowego Uniwersytetu Wychowania Fizycznego.
Odznaczona Orderem Przyjaźni Narodów, dwukrotnie Orderem „Znak Honoru”, Srebrnym Orderem Olimpijskim (1997) i Orderem Ojczyzny III stopnia. W 1994 roku odznaczona tytułem Zasłużonego Trenera Białorusi.
W 2007 roku otrzymała medal Pierre de Coubertina za zasługi dla ruchu olimpijskiego.

## Osiągnięcia
Konkurencja: floret
Igrzyska olimpijskie
- indywidualnie (1968), drużynowo (1968, 1972, 1976)
- drużynowo (1980)
- indywidualnie (1976)

Mistrzostwa świata
- indywidualnie (1969), drużynowo (1970, 1971, 1974, 1975, 1977, 1978, 1979)
- indywidualnie (1970, 1977), drużynowo (1969, 1973)